# 戸田城聖
戸田 城聖（とだ じょうせい、1900年〈明治33年〉2月11日 - 1958年〈昭和33年〉4月2日）は、日本の宗教家、教育家、実業家、数学者。
創価教育学会理事長（初代）、創価学会会長（第2代）、法華講総講頭などを歴任した。
出生名は、戸田 甚一（とだ じんいち）。数度の改名を経て「城聖（じょうせい）」と名乗る。戒名は、大宣院法護日城大居士。

## 略歴

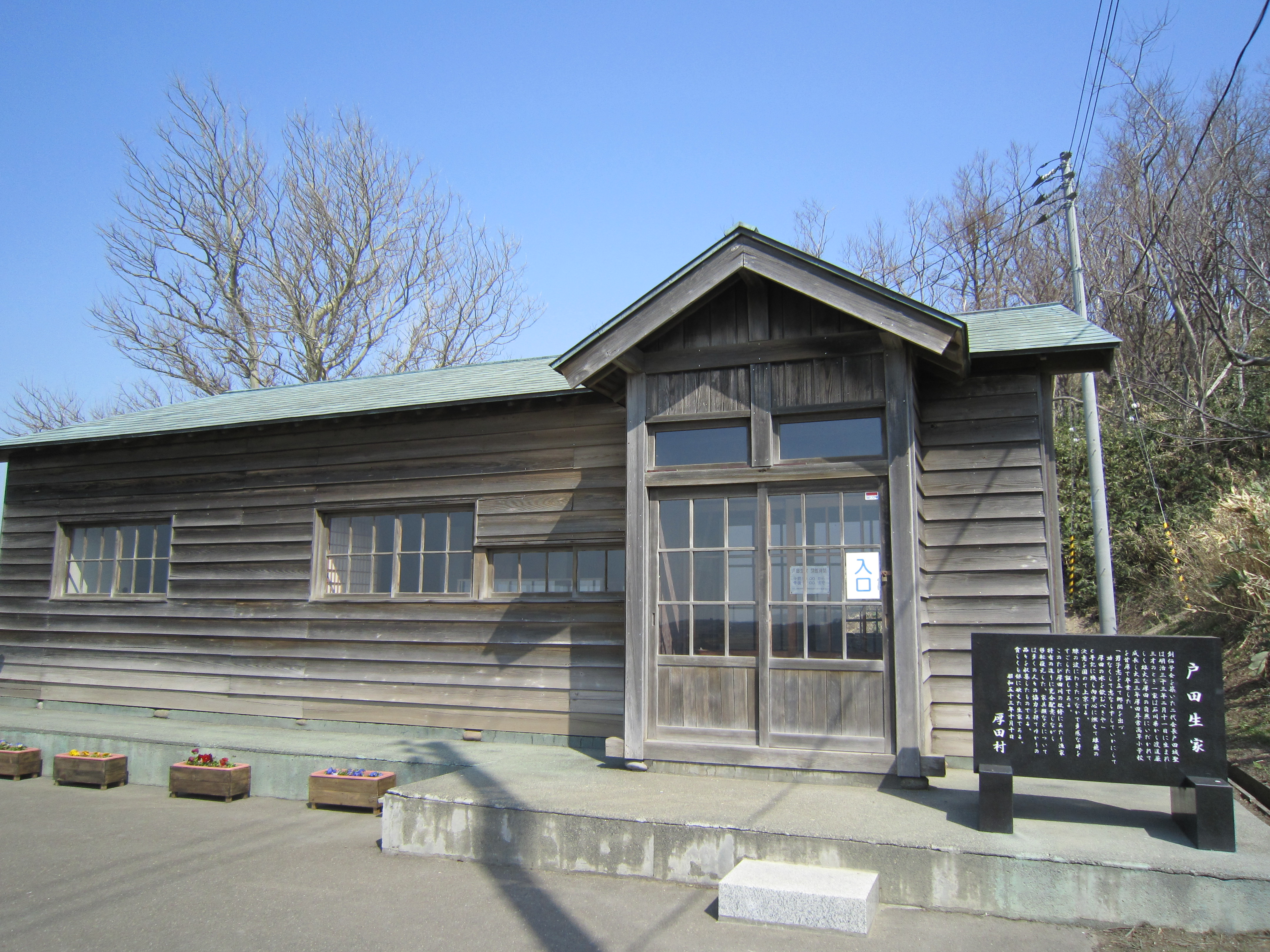
厚田公園内の戸田城聖生家

- 1900年（明治33年）2月11日 - 石川県江沼郡塩屋村（現：加賀市塩屋）に、北前船の仲買商の父「甚七」と母「すえ」の七男「甚一」として誕生。
- 1902年（明治35年） - 一家で北海道厚田郡厚田村へ移住。
- 1908年（明治41年） - 厚田尋常小学校に入学する。
- 1917年（大正6年）
  - 小学校の准教員資格試験に合格する。
  - 2月22日 - 「桜桃」と改名。それ以前に「桜心」と改名している。
  - 11月20日 - 「清通」と改名。
- 1918年（大正7年）
  - 5月3日 - 「雅晧」と改名。
  - 夕張の真谷地尋常小学校の代用教員として採用される。
  - 12月 - 夕張の真谷地尋常小学校の正教員試験に合格する。
- 1920年（大正9年） - 上京、牧口常三郎を訪ねる[2][信頼性要検証]。開成中学夜間部（のちの昌平高校）に入学する。
- 1921年（大正10年） - 「博方」と改名。入所前に「城外」と改名。戦前は「城外」で通す。戦後「城聖」と改名。
- 1925年（大正14年） - 中央大学予科入学。
- 1928年（昭和3年） - 牧口が日蓮正宗の法華講員三谷六郎（素啓）に折伏されると、戸田も牧口とともに日蓮正宗に入信した。中央大学経済学部入学。
- 1930年（昭和5年） - 牧口が創価教育学体系を著す。
- 1943年（昭和18年）
  - 6月 - 日蓮正宗総本山大石寺に呼ばれた牧口と戸田らは、軍部から強制された神札受け取りを拒絶する（「神札問題」）[3][信頼性要検証]。その後、創価教育学会は大石寺から登山停止を言い渡される。
  - 7月 - 治安維持法違反・明治神宮に対する不敬罪の[2][信頼性要検証]容疑で、牧口ととも[2][信頼性要検証]に逮捕される。
- 1945年（昭和20年）7月 - 豊多摩刑務所（後の中野刑務所）から[2][信頼性要検証]出所したという説もあるが、戸田自筆の書簡に「拘置所を出所しました」とある[4]ので、巣鴨の東京拘置所から出所した。
- 1946年（昭和21年）5月3日 - 創価教育学会の名を創価学会に改称。
- 1949年（昭和24年） - 東京建設信用組合を設立。
- 1950年（昭和25年） - 東京建設信用組合が多額の負債を抱えたため、大蔵省から業務停止を命じられる。
- 1951年（昭和26年） - 創価学会第2代会長に就任する。
- 1952年（昭和27年）9月8日 - 創価学会が宗教法人化される。
- 1953年（昭和28年） - 東京都新宿区信濃町にあった元イタリア大使館武官邸を購入し、創価学会本部とする。
- 1958年（昭和33年）4月2日 - 急性心不全により、駿河台日本大学病院で死去。58歳没。
- 1999年（平成11年）12月1日 - 厚田村（現石狩市厚田区）議会より、厚田村栄誉村民授与。

## 来歴

### 教員として
教職者として戸田は現場教育に必要なものをまとめ上げ、文部大臣に建白書を提出する。20歳の時に上京。牧口常三郎に出会い、東京市立西町尋常小学校の代用教員として採用された。その後、一時期は教職を退き職を転々とする傍ら、院外団に身を投じ、犬養毅の側近であった立憲政友会所属の衆議院議員古島一雄の知遇を得る。

### 入信と事業経営
妻子を病気で失い、自らも肺結核を患う中、日蓮正宗信徒になった牧口常三郎の折伏によって戸田も入信。前後して、受験準備のための学習塾「時習学館」を主宰、学習参考書の走りともいえる『推理式指導算術』を出版する。『推理式指導算術』は評判を呼び、100万部を超えるベストセラーとなった。当時の受験生からは「受験の神様」と呼ばれる。
これをきっかけにして本格的に出版事業に乗り出し、「日本正学館」を設立。牧口の教育理論である『創価教育学体系』や、同郷の作家子母澤寛の小説などの出版を手がける。この『創価教育学体系』の初版が発刊された1930年（昭和5年）11月18日を創価教育学会の設立日としている。なお、牧口の著作は「創価教育学会」が出版した。戸田は出版業以外に金融業や証券業にも乗り出し、事業家として一定の成功を収める。1940年（昭和15年）の第2回総会で正式に創価教育学会理事長に就任し、学会の活動を主に財政面で支えた。
1943年6月、牧口とともに日蓮正宗総本山大石寺に呼ばれた戸田らは、第62世管長・鈴木日恭と堀日亨同席の下、庶務部長から「学会も一応、神札を受取けるようにしてはどうか」と申し渡されたがこれを拒絶する（「神札問題」）。その後、創価教育学会は登山を禁止された。宗教統制策に反対したことで7月に戸田、牧口をふくむ幹部21名が検挙。

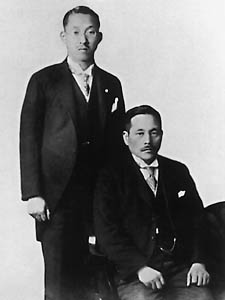
戸田城聖（左）と牧口常三郎（右）

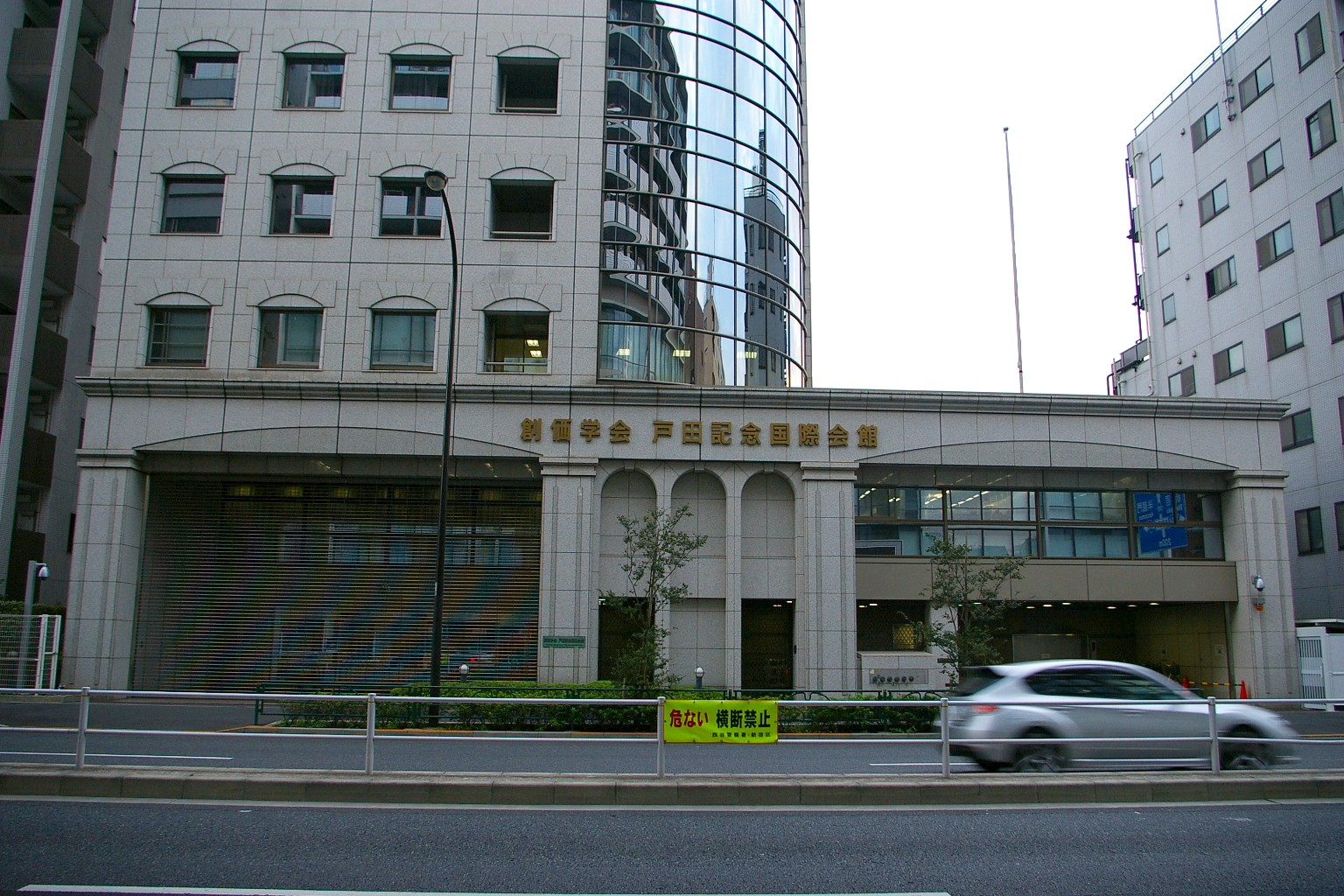
創価学会戸田記念国際会館
（東京都新宿区左門町）
創価学会インタナショナル（SGI）の本部が置かれている。

### 創価学会会長に就任
終戦後、戸田は日本正学館の通信教育と出版事業に取り組む傍ら、創価教育学会を「創価学会」に改め、組織整備を開始する。前身の創価教育学会は牧口の創価教育学を中心とした教職員による集まりであったのに対し、創価学会は日蓮正宗の信仰を中心に据え広く一般人を受け入れたため、会員数は増大した。
しかし、事業経営における戦前の主力だった算術書が学習指導要領の全面改正で無意味なものになり、事態打開のために参入した雑誌も売れ行きが低迷するなど、経営は悪化。1949年（昭和24年）10月、日本正学館は倒産する。戸田は東京建設信用組合を設立し営業を始めるが、多額の負債があるために今度は大蔵省から営業停止の命令を受け、破綻。1950年(昭和25年)8月24日、戸田は、創価学会理事長を辞任する。同年10月、大蔵商事（現：日章）を設立し、顧問に就任。
1951年（昭和26年）5月3日、東京・向島の常泉寺で式典を開き、後の大石寺65世法主堀米日淳臨席の下、第2代創価学会会長に就任する。

### 創価学会会長として
戸田は、事業家としての経験をもとに創価学会の運営を行った。戸田は就任演説において、7年間で75万世帯を折伏することを目標に掲げ、大規模な布教運動を行った。しかし、強引な勧誘方法は各地で社会問題化した。
日本全国に創価学会の組織を整備し、創価学会の政治進出を正当化する理論を説き、これは後の公明党の基盤となった。戸田会長時代に雑誌『大白蓮華』や機関紙『聖教新聞』が創刊された。1954年（昭和29年）には国会や地方議会の選挙に学会員を出馬させ、政治進出を果たした。また、日蓮正宗の外護という創価学会本来の目的を果たすべく、大石寺への大講堂の建立・寄贈などを行った。宗門とは、第59世管長堀日亨、第63世管長秋山日満、第64世管長水谷日昇、第65世管長堀米日淳、第66世管長細井日達（会長在任当時は庶務部長・総監、戸田の没後に登座）らと良好な関係を築き、とりわけ第65世日淳とは縁が深かった。
酒好きで、しばしば酒を飲んで酔っぱらいながら説法をしていた。仏教には不飲酒戒があるが、日蓮系教団の教義では問題にならない（末法無戒）。
御本尊の書写に関しては、「ただ御本尊の真似はしてはいけませんよ。 御本尊を書くことは法主様以外にはできないんだから。 それでこれをやると罰が出る。 御本尊を書いた者でろくな死に方をした者はいない。これだけは危ないからやるなよ。」と指導している。また、和光社刊の『戸田城聖全集』には、「だからご法主猊下だけが、御本尊様をしたためることのできる仏様なのです。」とある。しかし、聖教新聞社刊の『戸田城聖全集』では、「だから御法主上人だけが、御本尊様をしたためることのできる方なのです。」となっている。

### 大阪事件
1957年（昭和32年）、参議院大阪府選挙区の補欠選挙をめぐって、青年部参謀室長池田大作と一部の学会員が選挙違反事件を起こす（大阪事件）。戸別訪問と買収の容疑で、青年部参謀室長池田大作、理事長小泉隆の最高幹部を含め、数十人が逮捕・起訴された。公判では創価学会最高幹部による指示の有無、証拠採用された自白の信用性が争われた。池田と小泉は無罪判決を得たが、2人以外の会員には有罪判決が下され、池田も拘留段階で戸別訪問と買収容疑を認め自白し署名したことから無罪判決を得るまで5年近い年月がかかっている。戸田は両幹部の無実を信じ擁護したものの、違反を犯した会員に対しては起訴後、即除名などの厳しい処分を下した。

### 原水爆禁止宣言
1957年（昭和32年）9月8日、神奈川県横浜市神奈川区の三ツ沢競技場において開催された創価学会第4回東日本青年部体育大会「若人の祭典」において、いわゆる「原水爆禁止宣言」を発表する。
創価学会第4回東日本青年部体育大会「若人の祭典」（横浜市・三ツ沢グラウンド）で発表した。この宣言がマスメディアなどで報道されることはなかったが、戸田はこの宣言を遺訓として会員たちに託し、以後、創価学会が行っている、第二次世界大戦体験者の証言を集めて出版する「反戦出版」や、パネル展の巡回などの反核運動、反戦平和運動活動の淵源となる。

### 大講堂竣工と突然の死
1958年（昭和33年）に入ると、寄進していた大講堂が竣工するのを受けて学会員に大石寺へ参詣するよう指示。3月16日には、大講堂で「広宣流布の模擬試験」を行う。青年部員6,000人が参加、学会では「記念式典」と呼ばれている。戸田は広宣流布の一切の後事を青年部全体に託した。しかし、この式典をもって戸田の後継となる学会会長候補者を具体的に指名していない。このため戸田の死後、2年間にわたって会長は空席となる。
翌月4月1日に急性心不全を起こし、大石寺を離れて東京に向かうが、東京駅に着くころには戸田の体調は悪化の一途を辿っていた。東京駅から駿河台日本大学病院に直行し緊急入院したものの、翌4月2日の午後6時30分、死去。58歳没。学会では死因を「急性心衰弱」と発表した。戸田の遺言通り戸田の遺体は一週間何もされないままだったが、遺体が腐ることはなかった。4月8日、東京・南池袋の常在寺で営まれた告別式には、12万人が焼香に訪れた。4月20日、青山葬儀所で営まれた葬儀には25万人が参列した。
墓地は東京都八王子市の創価学会高尾墓園の特別区画に築かれた。ただし遺骨は入っていない。

## 役職歴
- 創価教育学会理事長（初代）
- 創価学会会長（第2代）
- 法華講大講頭
- 法華講総講頭 ※生前の3月30日付で、死後の4月19日に辞令交付される。

## 著作・論文
- 『生命論』（『大白蓮華』創刊号、1949年6月）
- 『日蓮大聖人御書十大部講義』 1-4 創価学会、1953年 - 1955年
- 『人間革命』 上下2巻（精文館書店、1957年7月
- 『方便品寿量品精解 : 日蓮正宗』精文館書店、1958年3月13日。NDLJP:2971244。（編：多田省吾）
- 『戸田城聖先生巻頭言集』創価学会、1960年5月3日。NDLJP:2978775。
- 『戸田城聖先生論文集』創価学会、1960年8月23日。NDLJP:2978776。
- 『戸田城聖先生講演集 上』創価学会、1961年5月3日。NDLJP:2978773。
- 『戸田城聖先生講演集 下』創価学会、1961年10月12日。NDLJP:2978774。
- 『戸田城聖先生質問会集』創価学会、1963年。
- 『戸田城聖全集』
  - 『戸田城聖全集』 全5巻（1965年 - 1966年、和光社）
  - 『戸田城聖全集』 全9巻（1981年 - 1990年、聖教新聞社）

## 戸田城聖を演じた人物
- 丹波哲郎（俳優）：映画『人間革命』
- 小林清志（声優）：OVA『人間革命』